# Lobbyisten für Kinder
Die Lobbyisten für Kinder (LfK) ist eine im März 2021 gründete deutsche Kleinpartei. Lobbyisten für Kinder traten erstmals bei der Bundestagswahl 2021 an und erreichte 9189 Stimmen. Auf Landesebene nahm die Partei erstmals im Rahmen der Landtagswahl in Nordrhein-Westfalen 2022 teil, wo sie 0,1 % aller Zweitstimmen erhielt.

## Geschichte
Anlass für die Gründung der Partei im März 2021 war Kritik an den Maßnahmen zur Eindämmung der COVID-19-Pandemie. Aus Sicht der Partei seien bei diesen die Interessen von Kindern, Jugendlichen und Familien nicht ausreichend berücksichtigt worden.

## Inhaltliches Profil
Inhaltliche Schwerpunkte der Partei bilden die Themen Familie, Schutz von Kindern, Vermeidung existenzbedrohender Armut in Familien und ein uneingeschränktes Recht auf Bildung. Eine zentrale Forderung der Partei ist dabei die vorrangige Berücksichtigung von Kindern bei allen politischen Entscheidungen im Sinne der UN-Kinderrechtskonvention. Minderjährige sollen sich ebenso politisch beteiligen können, wozu die Partei unter anderem eine Absenkung des Wahlalters auf 14 Jahre fordert. Im Bereich Bildung fordert die Partei eine Verbesserung der räumlichen Infrastruktur und Ausstattung, individuelle Förderung, mehr Lehrkräfte und den Ausbau digitaler Lernkonzepte.
Außerdem spricht sich die Partei für deutliche Steuererleichterungen für Familien, eine Erhöhung des Kindergeldes und eine Reduzierung der Wochenarbeitszeit von Berufstätigen mit Kindern bei vollem Lohnausgleich aus.
Im Hinblick auf die Corona-Pandemie sprach sie sich für mehr Unterstützung von Kindern, Jugendlichen und Familien aus. Sie kritisiert dabei Maßnahmen nicht grundsätzlich, sondern eine Ungleichverteilung der Belastungen zwischen gesellschaftlichen Gruppen.
Die Partei sieht sich als Interessensvertreter für Kinder und Jugendliche, die ihrer Meinung nach bisher keine Lobby besitzen und will diese Lücke schließen. Langfristig will sie eine professionelle Interessenvertretung für Minderjährige und Eltern aufbauen.

## Wahlteilnahmen
Die Lobbyisten für Kinder wurden am 9. Juli 2021  als Partei anerkannt. Bei der Bundestagswahl 2021 nahm die Partei erstmals an einer Wahl teil und trat mit einer Landesliste in Nordrhein-Westfalen an, für die sie rund 700 Unterstützungsunterschriften sammelte. In Bayern konnten die Lobbyisten für Kinder nicht genügend Unterstützungsunterschriften sammeln und wurden nicht zur Wahl zugelassen. Die Partei erreichte 9.189 Zweitstimmen (0,0 %).
Auf Landesebene nahm LfK erstmals zur Landtagswahl in Nordrhein-Westfalen 2022 teil. Die Partei gewann 0,1 % aller Zweitstimmen.
Am 9. Juni 2024 nahmen zwei Kandidaten an den Kreistagswahlen sowie ein Kandidat in Franzburg an der Stadtvertretungswahl in Mecklenburg-Vorpommern teil. Im Landkreis Rostock erhielt die LfK 1562 Stimmen (0,4 %), im Landkreis Vorpommern-Rügen 1229 Stimmen (0,4 %). Bei den Stadtratswahlen in Franzburg erhielt Henning Walter 160 Stimmen und zog damit in die Vertretung ein.

## Parteistruktur
Neben dem Bundesverband bestehen Landesverbände in Nordrhein-Westfalen und Mecklenburg-Vorpommern.

## Kritik
Ein Vorstandsmitglied der Lobbyisten für Kinder ist laut Recherchen des Volksverpetzer auch bei dem Querdenken-affinen Verein Initiative Familien tätig. Zudem gründete er auch die Initiative MV für Kinder, welche per Twitter ebenfalls Kontakte zu Personen aus der Querdenken-Bewegung pflegt.